# Episodi de La mamma è sempre la mamma (terza stagione)
La terza stagione della serie televisiva La mamma è sempre la mamma è stata trasmessa in anteprima negli Stati Uniti d'America in syndication tra il 27 settembre 1986 e il 28 marzo 1987.
| nº | Titolo originale           | Titolo italiano | Prima TV USA      | Prima TV Italia |
| -- | -------------------------- | --------------- | ----------------- | --------------- |
| 1  | Farewell, Frannie          |                 | 27 settembre 1986 |                 |
| 2  | Where There's a Will       |                 | 4 ottobre 1986    |                 |
| 3  | Best Medicine              |                 | 11 ottobre 1986   |                 |
| 4  | National Mama              |                 | 18 ottobre 1986   |                 |
| 5  | Soup to Nuts               |                 | 25 ottobre 1986   |                 |
| 6  | Mama and Dr. Brothers      |                 | 1º novembre 1986  |                 |
| 7  | Cat's Meow                 |                 | 8 novembre 1986   |                 |
| 8  | The Love Letter            |                 | 15 novembre 1986  |                 |
| 9  | An Ill Wind                |                 | 22 novembre 1986  |                 |
| 10 | Steal One Pearl Two        |                 | 29 novembre 1986  |                 |
| 11 | Where's There's Smoke      |                 | 6 dicembre 1986   |                 |
| 12 | Fly Naomi                  |                 | 13 dicembre 1986  |                 |
| 13 | Santa Mama                 |                 | 20 dicembre 1986  |                 |
| 14 | Desperately Seeking Anyone |                 | 10 gennaio 1987   |                 |
| 15 | Porn Again                 |                 | 17 gennaio 1987   |                 |
| 16 | Have It Mama's Way         |                 | 24 gennaio 1987   |                 |
| 17 | Birthright                 |                 | 31 gennaio 1987   |                 |
| 18 | Grandma USA                |                 | 7 febbraio 1987   |                 |
| 19 | Buck Private Bubba         |                 | 14 febbraio 1987  |                 |
| 20 | Mama's Cousin              |                 | 21 febbraio 1987  |                 |
| 21 | Mama with the Golden Arm   |                 | 28 febbraio 1987  |                 |
| 22 | It Takes Two to Watusi     |                 | 7 marzo 1987      |                 |
| 23 | Fangs a Lot, Mama          |                 | 14 marzo 1987     |                 |
| 24 | The Best Policy            |                 | 21 marzo 1987     |                 |
| 25 | After the Fall             |                 | 28 marzo 1987     |                 |